# Günter Perleberg
Günter Perleberg (ur. 17 marca 1935 w Brandenburgu, zm. 1 sierpnia 2019 w Garbsen) – niemiecki kajakarz. Dwukrotny medalista olimpijski.
Na igrzyskach startował w ramach jednej ekipy niemieckiej. Brał udział w dwóch igrzyskach (IO 60, IO 64) i na obu olimpiadach zdobywał medale. W 1960 triumfował w sztafecie 4 × 500 metrów, partnerowali mu Dieter Krause, Paul Lange i Friedhelm Wentzke. Cztery lata później był drugi w kajakowej czwórce. Dwukrotnie stawał na podium mistrzostw świata w 1963, sięgając po złoto (K-4 1000 m) i brąz (K-1 4 × 500 m). Po tej imprezie uciekł do Niemiec Zachodnich, wcześniej był reprezentantem NRD. Był mistrzem Europy, w barwach SC Aufbau Magdeburg zostawał mistrzem NRD.